# إدوارد ر. براندت
إدوارد ر. براندت (بالإنجليزية: Edward R. Brandt)‏ هو سياسي أمريكي، ولد في 17 نوفمبر 1931، وتوفي في 17 يناير 2013. حزبياً، نشط في الحزب الجمهوري. وقد انتخب عضو مجلس نواب مينيسوتا.